# Ін-Грід
Інгрід Альберіні (італ. Ingrid Alberini; нар. 11 вересня 1978, Гуасталла, Італія), відома як Ін-Грід (In-Grid), — італійська та французька співачка, композиторка, аранжувальниця.

## Біографія
Інгрід Альберіні народилася в місті Гуасталла, що на півночі Італії. Батьки володіли кінотеатром, тому дочку назвали на честь видатної шведської акторки Інгрід Бергман.
В дитинстві Інгрід займалася танцями, малювала, але найбільше любила дивитися кінострічки та співати, що в подальшому відіграло значну роль у виборі професії співачки.
У 1994 році Інгрід Альберіні стала переможницею регіонального пісенного конкурсу «Голос Сан-Ремо». Однак успіх до неї прийшов у 2002 році, коли вона записала свій перший хіт — пісню «Tu es foutu» (фр. «Ти — мерзотник»). Задум пісні виник у співачки після того, як її зрадив коханий чоловік. Щоб вийти з депресії, вона поїхала на Лазурний берег, де й створила «Tu es foutu». А дещо пізніше вона зустрілася з відомими італійськими продюсерами Ларрі Пігнагнолі та Марко Сонціні, які допомогли їй випустити сингл та альбом «Rendez-Vous».
Співачка брала участь у зустрічах пілотів «Ferrari» (Монте-Карло), для фірми «Discografica Avex» (Токіо) та багатьох інших.
Останніми альбомами співачки стали Passion, який вийшов у 2009 році, та Lounge Musique (2011).

## Дискографія

### Альбоми
| Рік  | Назва          | Пікові позиції у чартах | Пікові позиції у чартах | Пікові позиції у чартах | Пікові позиції у чартах | Пікові позиції у чартах | Пікові позиції у чартах | Сертифікації                            |
| Рік  | Назва          | AUT                     | GER                     | GRE                     | POL                     | SWE                     | SWI                     | Сертифікації                            |
| ---- | -------------- | ----------------------- | ----------------------- | ----------------------- | ----------------------- | ----------------------- | ----------------------- | --------------------------------------- |
| 2003 | Rendez-vous    | 23                      | 27                      | 24                      | 3                       | 53                      | 41                      | - Польща: Platinum - Росія: 5× Platinum |
| 2004 | La vie en rose | —                       | —                       | —                       | 2                       | —                       | —                       | - Польща: Gold                          |
| 2005 | Voila!         | —                       | —                       | —                       | —                       | —                       | —                       | - Росія: Platinum                       |
| 2009 | Passion        | —                       | —                       | —                       | —                       | —                       | —                       |                                         |
| 2010 | Lounge musique | —                       | —                       | —                       | —                       | —                       | —                       |                                         |

### Сингли
| Рік  | Назва                                 | Пікові позиції у чартах | Пікові позиції у чартах | Пікові позиції у чартах | Пікові позиції у чартах | Пікові позиції у чартах | Пікові позиції у чартах | Пікові позиції у чартах | Пікові позиції у чартах | Пікові позиції у чартах | Альбом                 |
| Рік  | Назва                                 | AUS                     | AUT                     | DEN                     | GER                     | GRE                     | NED                     | POL                     | SWE                     | US Dance                | Альбом                 |
| ---- | ------------------------------------- | ----------------------- | ----------------------- | ----------------------- | ----------------------- | ----------------------- | ----------------------- | ----------------------- | ----------------------- | ----------------------- | ---------------------- |
| 2000 | «Someday»                             | —                       | —                       | —                       | —                       | —                       | —                       | —                       | —                       | —                       | Сингли поза альбомом   |
| 2001 | «I Won't Cry»                         | —                       | —                       | —                       | —                       | —                       | —                       | —                       | —                       | —                       | Сингли поза альбомом   |
| 2001 | «I Was a Ye-Ye Girl» with Doing Time  | —                       | —                       | —                       | —                       | —                       | —                       | —                       | —                       | —                       | Сингли поза альбомом   |
| 2001 | «Tu es foutu» (aka «You Promised Me») | 7                       | 6                       | 2                       | 9                       | 1                       | 3                       | 2                       | 1                       | 6                       | Rendez-vous            |
| 2003 | «In-tango» (aka «We Tango Alone»)     | 63                      | —                       | 10                      | 35                      | —                       | 76                      | 2                       | —                       | —                       | Rendez-vous            |
| 2003 | «I'm folle de toi»                    | —                       | —                       | —                       | —                       | —                       | —                       | 4                       | —                       | —                       | Rendez-vous            |
| 2003 | «Shock»                               | —                       | —                       | —                       | —                       | —                       | —                       | —                       | —                       | 32                      | Rendez-vous            |
| 2004 | «Ah l'amour l'amour»                  | —                       | —                       | —                       | —                       | —                       | —                       | —                       | —                       | —                       | Rendez-vous            |
| 2004 | «Milord»                              | —                       | —                       | —                       | —                       | —                       | —                       | 7                       | —                       | —                       | La Vie en Rose         |
| 2005 | «Mama mia»                            | —                       | —                       | —                       | 88                      | —                       | 52                      | 9                       | —                       | —                       | Voilà!                 |
| 2005 | «Tu es là?» with Pochill              | —                       | —                       | —                       | —                       | —                       | —                       | —                       | —                       | —                       | Сингл без альбому      |
| 2006 | «Oui» (aka «If»)                      | —                       | —                       | —                       | —                       | —                       | —                       | —                       | —                       | —                       | Voilà!                 |
| 2007 | «I Love» with Stachursky              | —                       | —                       | —                       | —                       | —                       | —                       | 9                       | —                       | —                       | Największe Przeboje EP |
| 2009 | «Le Dragueur»                         | —                       | —                       | —                       | —                       | —                       | —                       | —                       | —                       | —                       | Passion                |
| 2009 | «Les Fous» (aka "Stick to You")       | —                       | —                       | —                       | —                       | —                       | —                       | —                       | —                       | —                       | Passion                |
| 2010 | «Vive le swing»                       | —                       | —                       | —                       | —                       | —                       | —                       | —                       | —                       | —                       | Passion                |
| 2014 | «J'adore» with Rouge                  | —                       | —                       | —                       | —                       | —                       | —                       | —                       | —                       | —                       | Сингли поза альбомом   |
| 2015 | «Kiki Swing» with Rouge               | —                       | —                       | —                       | —                       | —                       | —                       | —                       | —                       | —                       | Сингли поза альбомом   |